# Александър Христовски
Александър Христовски (на македонска литературна норма: Александар Христовски) е поет и преводач от Република Македония.

## Биография
Роден е през 1933 година в мияшката паланка Лазарополе, тогава в Югославия. Завършва Филологическия факултет на Скопския университет. Работи като редактор в Центъра за чужди езици при Работническия университет „Кочо Рацин“ в Скопие. Член е на Дружеството на писателите на Македония от 1967 година. Академик на МАНИ.